# Méteren
Méteren (niederländisch: Meeter) ist eine französische Gemeinde mit 2.230 Einwohnern (Stand: 1. Januar 2022) im Département Nord in der Region Hauts-de-France. Sie gehört zum Arrondissement Dunkerque und ist Mitglied im Gemeindeverband Cœur de Flandre Agglo. Die Einwohner werden Méterennois und Méterennoises genannt.
Die Gemeinde erhielt 2023 die Auszeichnung „Eine Blume“, die vom Conseil national des villes et villages fleuris (CNVVF) im Rahmen des jährlichen Wettbewerbs der blumengeschmückten Städte und Dörfer verliehen wird.

## Geografie

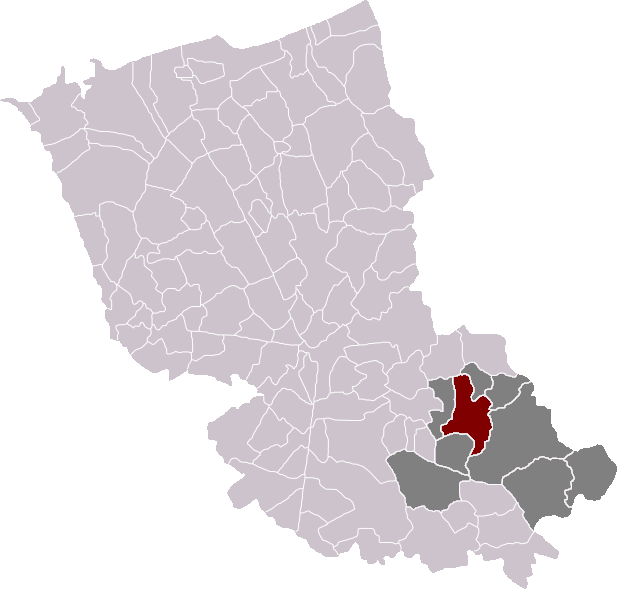
Lage von Méteren im Arrondissement Dunkerque

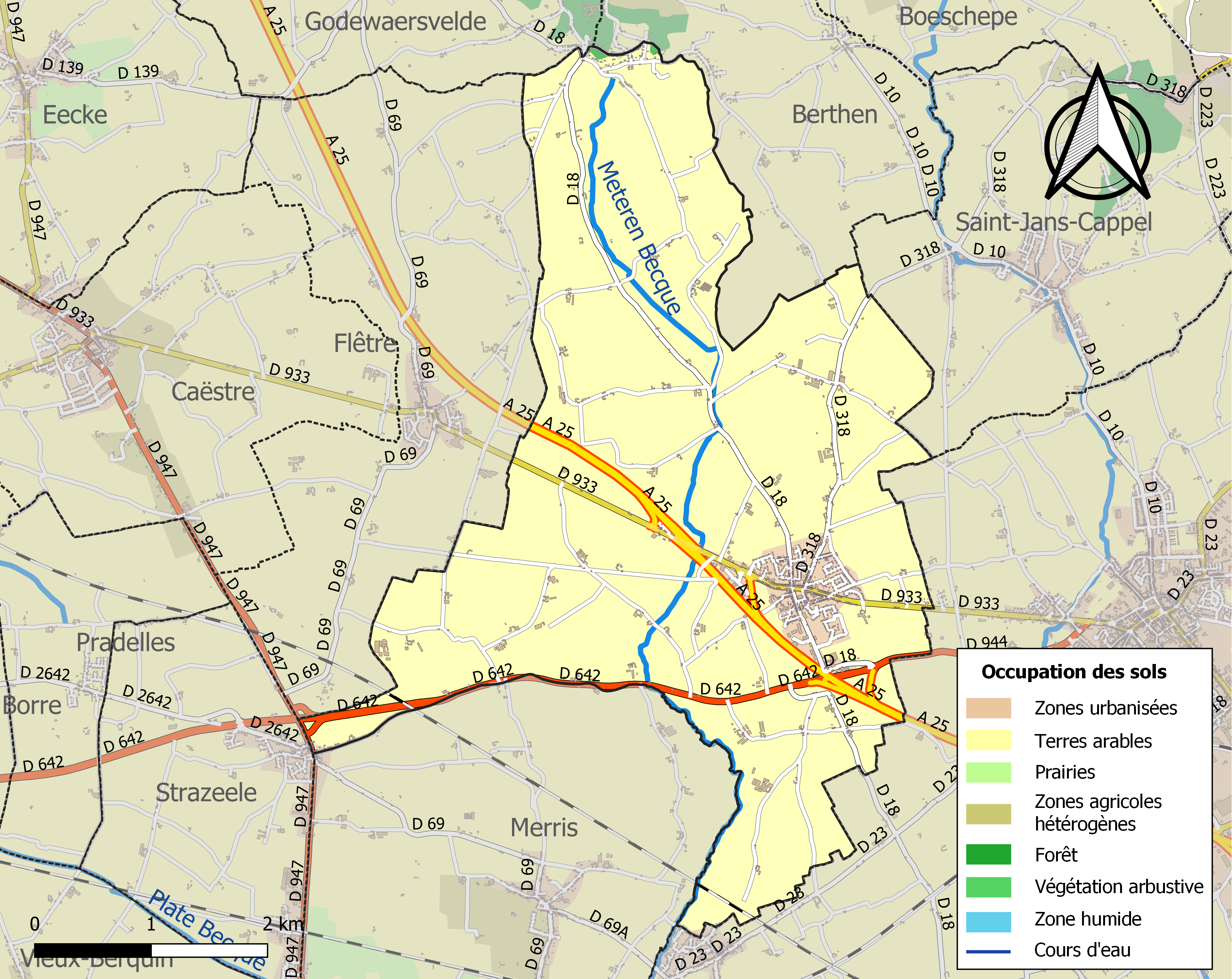
Bodennutzung, Hydrografie und Infrastruktur der Gemeinde (2018)

Méteren liegt in Französisch-Flandern etwa 40 Kilometer südsüdöstlich von Dünkirchen und etwa 30 Kilometer westnordwestlich von Lille. Die Gemeinde befindet sich in der Région naturelle Houtland nahe der belgischen Grenze südlich der Monts des Flandres. Das Gebiet der Gemeinde wird von der Becque de Flêtre, dem zeitweise trockenfallenden Flüsschen Courte Croix, der Becque de Godewaersvelde, der Méteren Becque, dem Flüsschen Quatre Fils Aymon, der Dom Becque und verschiedenen kleineren Wasserläufen entwässert. Das Zentrum liegt auf etwa 50 m. Das Gelände flacht nach Süden hin auf etwa 20 m ab, erreicht aber im Norden am Fuß des Mont des Cats Höhen von bis zu 150 m.
Ein Teil des Gebiets von Méteren gehört zur ZNIEFF-Naturzone „Mont des Cats, monts de Boeschèpe et Mont Kokereel“ (310013758). Etwa 96 % der Fläche der Gemeinde werden landwirtschaftlich genutzt, der Anteil bebauter Fläche beträgt etwa 4 % (Stand: 2018).
Umgeben wird Méteren von den Nachbargemeinden Godewaersvelde im Nordwesten und Norden, Berthen im Norden, Saint-Jans-Cappel im Nordosten, Bailleul im Osten und Süden, Merris im Süden und Südwesten, Strazeele im Südwesten sowie Flêtre im Westen.

## Etymologie
Das erste Dokument, das sich auf Méteren bezieht, ist ein Text aus dem 12. Jahrhundert. Hierbei handelt es sich um ein Kopialbuch, eine Sammlung von Titeln in Bezug auf die weltlichen Güter der Abtei Saint-Bertin de Saint-Omer, in der im Jahr 1158 über einen Zehnt berichtet wird, den die Abtei auf Grundstücken in Maternes einnahm.
Maternes ist einer der alten Namen des Dorfes, das in alten Texten auch Materna, Materen, Maderen, Méternis, Méternes genannt wurde.
Laut Pater Béhague stammen diese Namen von mader, einem Wort im Platdiets, der Ursprache der germanischen Stämme, und bedeuten „Wiese“ im Plural „maderen“. Der Reichtum an Wiesen könnte daher der Ursprung des Dorfnamens sein. Die Hypothese wird durch die Tatsache gestützt, dass Platdiets die Sprache des germanischen Stammes der Chatten war, die dem Mont des Cattes seinen Namen gab, der später zu Mont des Cats wurde.
Eine weitere Hypothese, die auf einer Website zur Toponymie des Nordens (crehangec.free.fr/nord.htm) entwickelt wurde, legt nahe, dass der Name Méteren von Matrae, der gallischen Wassergöttin, abgeleitet sein könnte. Dies wird nur durch die Allgegenwart der Méteren Becque von seiner Quelle am Fuße des Mont des Cats bis zum 10 Kilometer entfernten Outtersteene, einem Weiler von Bailleul, gestützt.

## Bevölkerungsentwicklung
| Jahr      | 1962 | 1968 | 1975 | 1982 | 1990 | 1999 | 2006 | 20123 | 2020 |
| Einwohner | 1738 | 1655 | 1736 | 1979 | 2000 | 2114 | 2155 | 2157  | 2281 |

## Sehenswürdigkeiten
- Kirche Saint-Pierre-et-Saint-Paul, ursprünglich als Hallenkirche 1550 erbaut, im Ersten Weltkrieg zerstört, provisorischer Zwischenbau von 1919 bis 1927, heutige (neobyzantinische) Kirche 1927 geweiht
- Mehrere Kapellen
- Soldatenfriedhof des Commonwealth

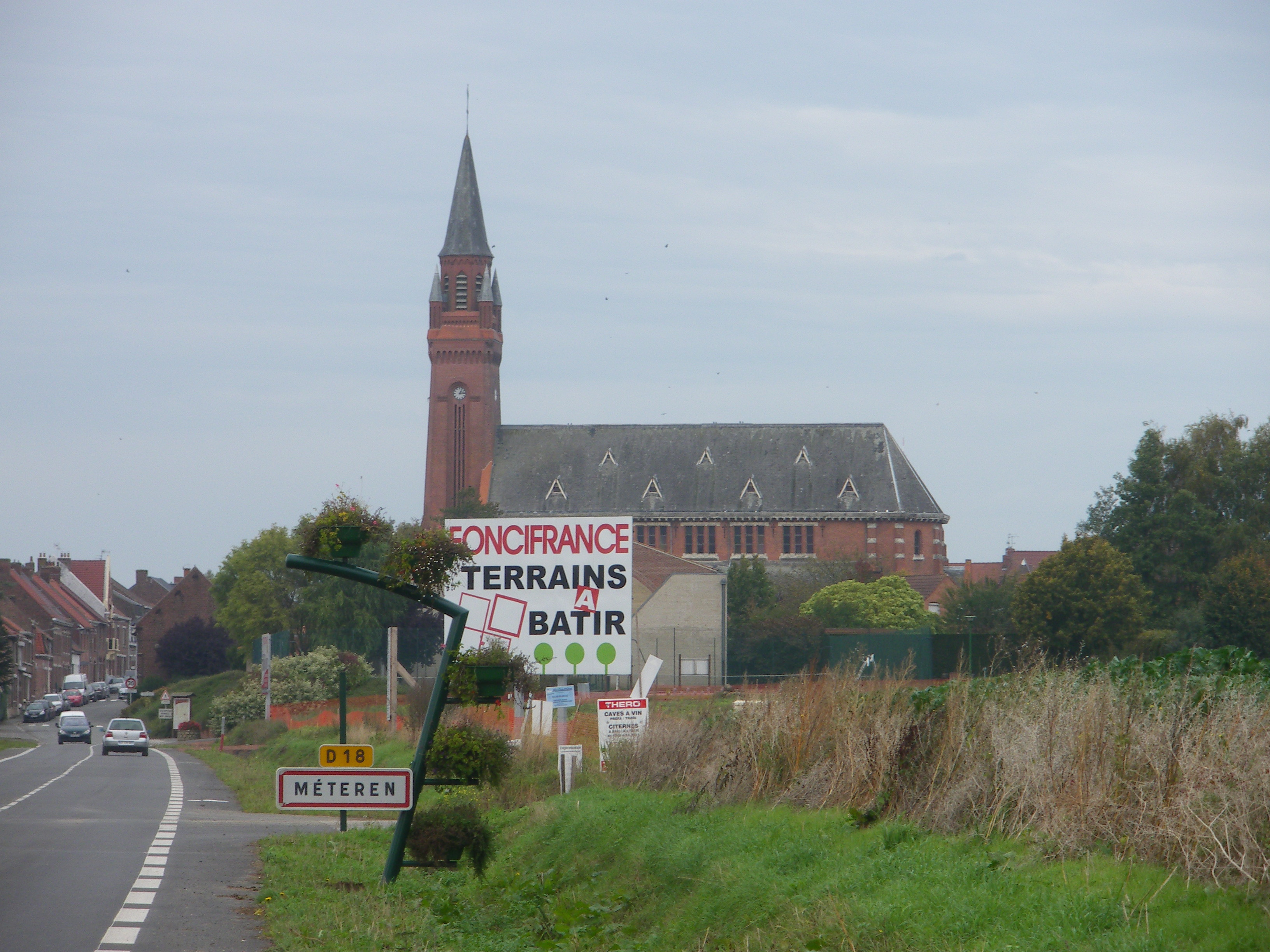
Kirche Saint-Pierre-et-Saint-Paul
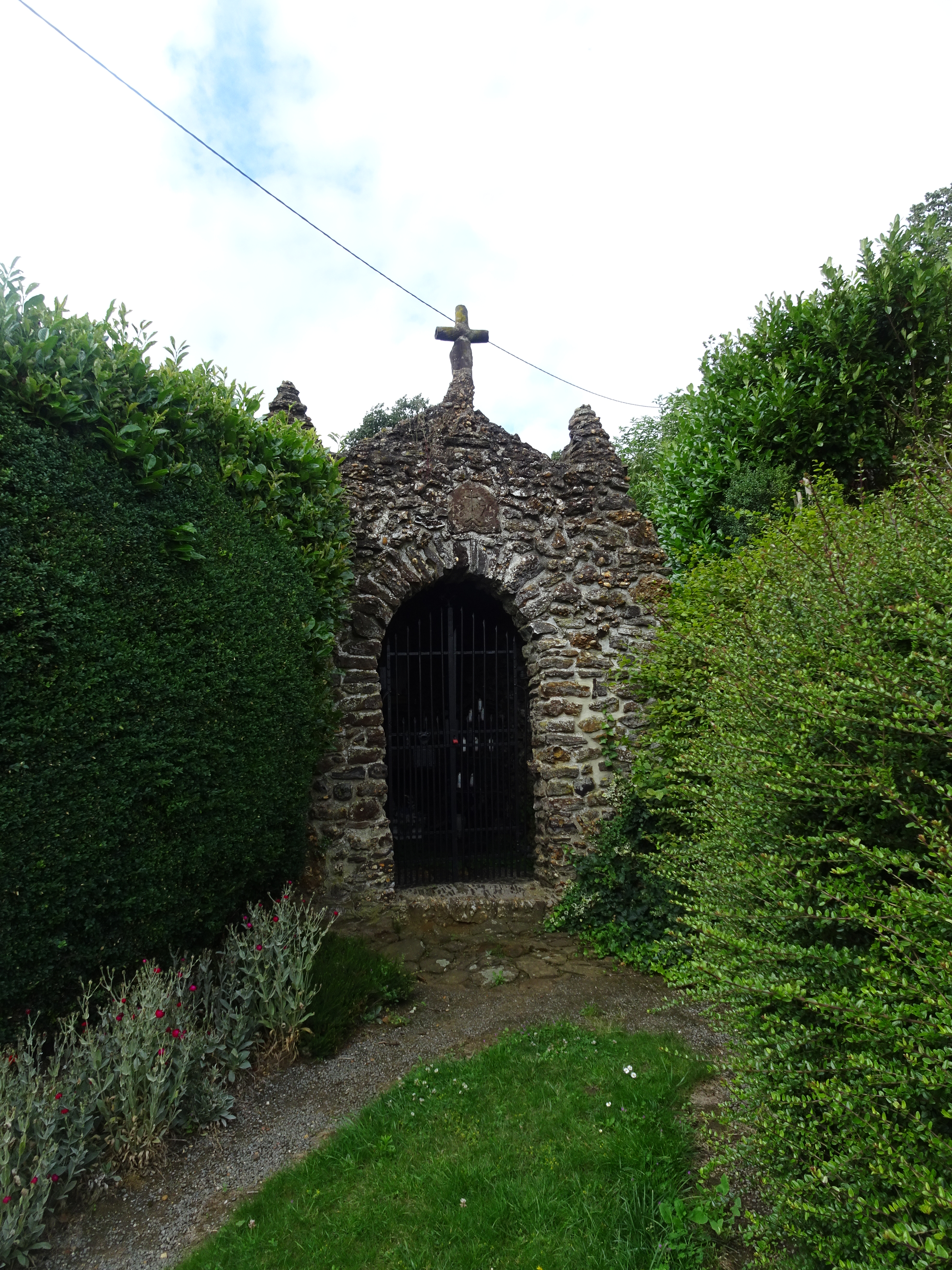
Kapelle Schercousse
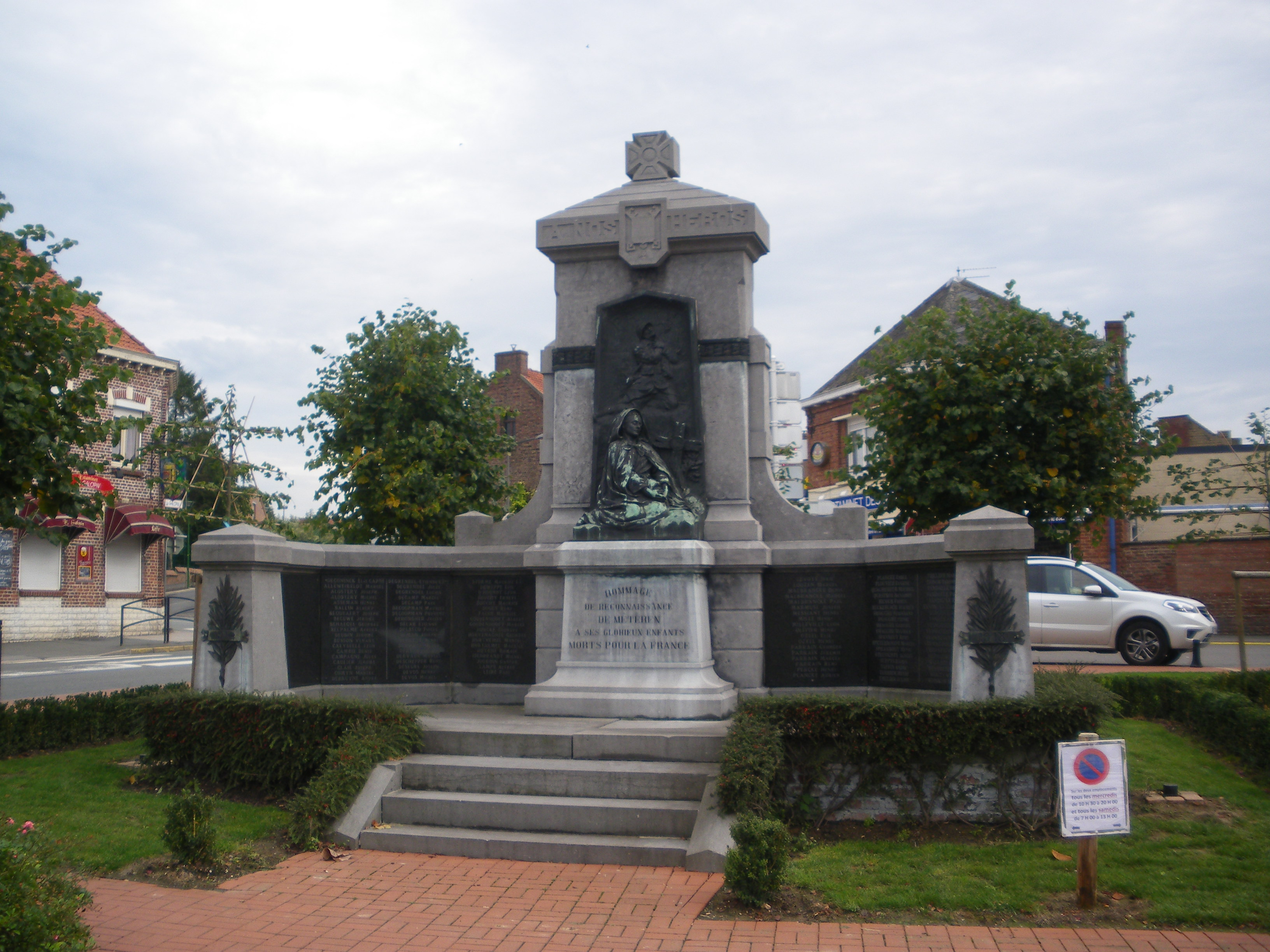
Gefallenendenkmal
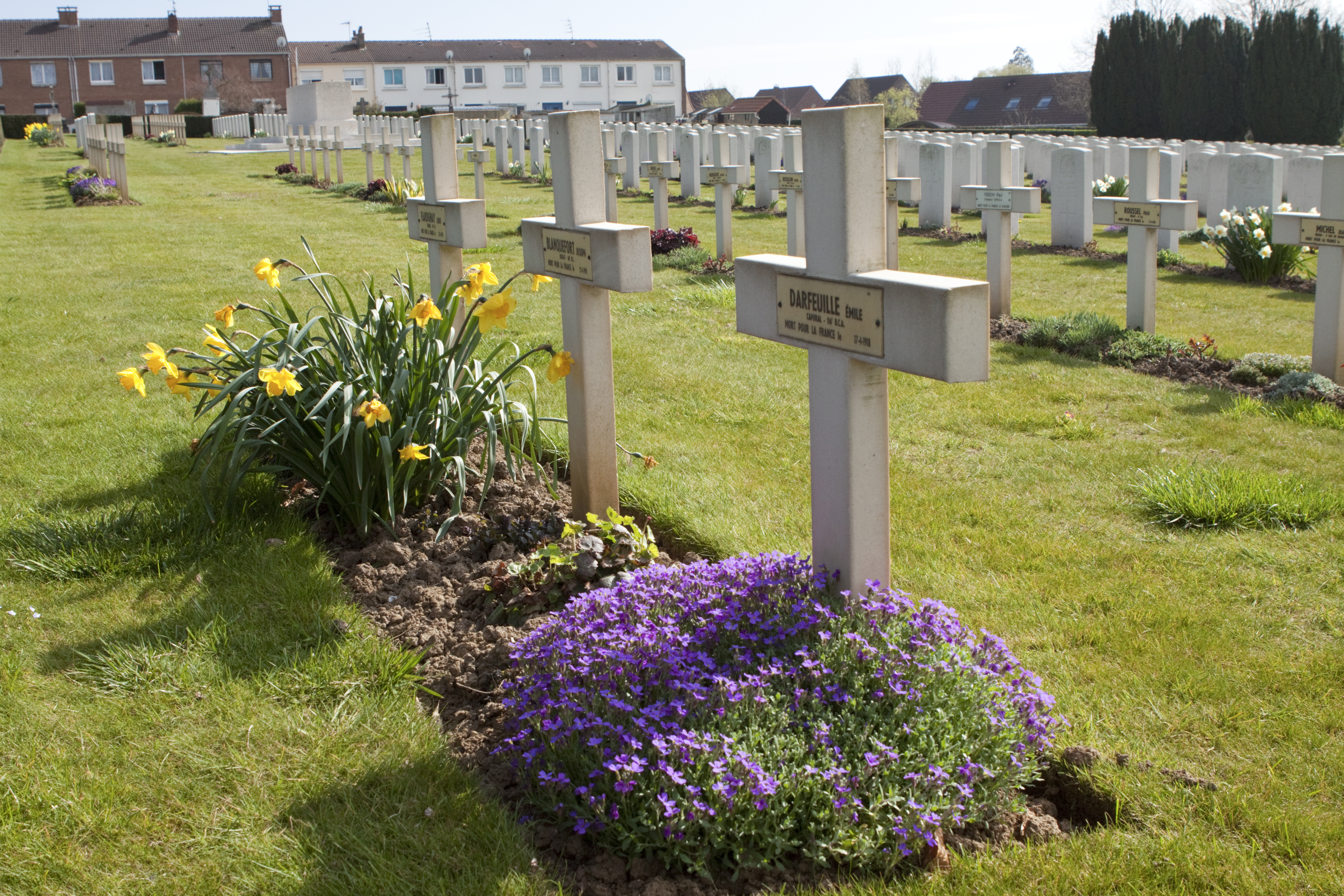
Commonwealth-Soldatenfriedhof

## Verkehr
Die Autoroute A 25 von Lille nach Dünkirchen durchquert das Gemeindegebiet von Südost nach Nordwest mit den beiden Anschlussstellen 11 und 12. Die Departementsstraße D 642, die ehemalige Route nationale 42 von Boulogne-sur-Mer nach Lille, durchquert das Gemeindegebiet von West nach Ost. Die Departementsstraße D 933, die ehemalige Route nationale 42 auf einer anderen Trasse von Boulogne-sur-Mer nach Lille, führt durch das Zentrum von Méteren. Die nachgeordneten Departementsstraße D 18 und D 318 sowie lokalen Landstraßen komplettieren die Verbindung des Zentrums mit den Weilern der Gemeinde und den Nachbargemeinden. Busse einer Linie der Transportgesellschaft Arc-en-Ciel des Départements Nord verbinden Méteren mit Winnezeele im Norden und mit Armentières über Bailleul im Südosten.
Die Eisenbahn-Schnellfahrstrecke LGV Nord von Paris zum Eurotunnel durchquert das Gemeindegebiet im Südwesten auf zwei kurzen Abschnitten ohne Haltepunkt.

## Persönlichkeiten
- Casimir Wicart (1799–1879), Bischof von Fréjus und Laval, geboren in Méteren.